# Чеслевич, Роберт
Роберт Чеслевич (пол. Robert Cieślewicz; 26 октября 1968, Гнезно, Польша) — польский футболист, выступавший на позиции нападающего.
Родился 26 октября 1968 года в Гнезно, Польша. Большую часть карьеры провёл в клубах низших лиг Польши. В 1999 году переехал играть в чемпионат Фарерских островов. С 1999 по 2004 год отыграл на островах 86 матчей и стал чемпионом страны в 2000 году. В дальнейшем работал спортивным директором СК «Гнезно».
Двое сыновей Лукаш и Адриан стали профессиональными футболистами.